# Perkinsiana pusilla
Perkinsiana pusilla är en ringmaskart som först beskrevs av Karl Erik Johansson 1922.  Perkinsiana pusilla ingår i släktet Perkinsiana och familjen Sabellidae. Inga underarter finns listade i Catalogue of Life.